# Стоян Самунев
Стоян Николов Самунев е български волейболист.  

## Биография
Роден е на 15 април 1983 г. в гр. Пазарджик. 
Започва с волейбола през 1995 година в клуб „Хебър“. През годините се състезава с екипа  на редица водещи отбори в България:
- ВК „Локомотив Пловдив“ 1999 г. – 2002 г.
  - 1-во място младежи (под 21 години) – 2002 г.

- ВК „Марек Юнион-Ивкони“ 2002 г. – 2003 г.
  - 2-ро място Българска лига (вицешампион) – 2003 г.
  - Финал на Купата на България – 2003 г.

- ВК „Лукойл Нефтохимик“ 2003 г. – 2008 г.
  - 2-ро място Българска лига (вицешампион) – 2004, 2005, 2006, 2008 г.
  - Финал на Купата на България – 2004, 2006 г.
  - Осминфинал CEV Top Teams Cup
  - 1-во място Българска лига (шампион) – 2007 г.
  - 1-во място Купата на България – 2007 г. – най-ценен играч и най-добър блокировач
  - 9-то място CEV Challenge Cup 2007/08
  - 1-во място Купата на България – 2008 г.

- ВК ЦСКА (София) 2008 г. – 2012 г.
  - 2-ро място Българска лига (вицешампион) – 2009 г.
  - 1-во място Купата на България – 2009 г.
  - 19-то място на Шампионската лига на ЕКВ за мъже 2008/09
  - 1-во място Българска лига (шампион) – 2010 г.
  - 1-во място Купата на България – 2010 г.
  - 8-мо място Champions League 2009/10
  - 3-то място Българска лига – 2011 г. и 2012 г.
  - 3-то място CEV Cup 2010/11
  - 14-то място на Шампионската лига на ЕКВ за мъже 2010/11 и 2011/12

- ВК „Нефтохимик 2010“ 2012 г. – 2020 г.
  - 4-то място Българска лига – 2013 г.
  - Полуфинал на Купата на България – 2013 г. и 2017 г.
  - 8-мо място Българска лига – 2014 г.
  - 4-то място Българска лига – 2015 г.
  - 1-во място Купата на България – 2016 г.
  - 2-ро място Българска лига (вицешампион) – 2016 г.
  - 1-во място Супер Купа България – 2016 г. и 2018 г.
  - 1-во място Българска лига (шампион) – 2017, 2019 и 2020 г.
  - 17-то място CEV Cup 2017/18
  - 21-во място на Шампионската лига на ЕКВ за мъже 2017/18
  - 2-ро място на Купата на България – 2019 г. и 2020 г.
  - 5-то място CEV Cup 2018/19
  - 23-то място на Шампионската лига на ЕКВ за мъже 2018/19
  - 3-то място Световно първенство – 2003 г.
  - 5-то място Световна Лига – 2003 г
  - 4-то място Световно първенство – 2010 г.
  - 4 -то място World League – 2013

Самунев участва с националния отбор на България на европейското първенство през 2004/2005 г. Отново е част от националния отбор през 2010 г.
През 2020 г прекратява професионалната си спортрна кариера. Малко след това се завръща в родния Пазарджик и започва работа във ВК „Хебър“. Самунев застава на треньорския пост за мачовете от 1/2 финалната серия и допринася за първата историческа титла в новата история на волейболен клуб „Хебър“ – гр. Пазарджик.
Женен е за Лилия Самунева и имат две дъщери.